# Ваддевайц
Ваддевайц (нім. Waddeweitz) — громада в Німеччині, розташована в землі Нижня Саксонія. Входить до складу району Люхов-Данненберг. Складова частина об'єднання громад Люхов.
Площа — 48,8 км2. Населення становить 888 ос. (станом на 31 грудня 2021).